# 兀鲁台
兀鲁台（？—1275年），元朝将领，蒙古克烈部土别干氏。肖乃台的儿子。
元世祖中统三年（1262年），奉忽必烈之旨，拘集探马赤军，授为本军千户。至元八年（1271年）为武略将军。至元十年（1273年）攻打南宋樊城有功，升任为武德将军。至元十一年（1274年）渡长江，立功升任为武节将军。至元十二年（1275年）四月率军攻打建康（今南京市），死在军中。其子脱落合察兒。

## 传记资料
- 《元史》卷一百二十 列传第七
- 《新元史》卷一百三十 列传第二十七